# Draco maximus
O Grande Lagarto Voador (Draco maximus) é uma espécie de lagarto endêmico do sudeste da Ásia conhecido por ser uma das maiores espécies do gênero Draco.Assim como os outros membros do gênero, esta espécie é conhecida por sua capacidade de planar usando suas extensões laterais de pele semelhantes à asas chamada patágio.

## Descrição
O Draco maximus é um grande e robusto lagarto voador. Seu corpo é relativamente robusto, possuem costelas patagiais seis, não possuem nenhuma projeção espinhosa acima do olho e alguns machos vivem com uma vela nucal. Esses lagartos podem atingir os 30cm 

## Habitat
Habita o sudeste da Ásia e habita principalmente as margens dos rios em florestas desde as terras baixas até cerca de 1000 m.

## Habitos
Sabe-se que dorme em troncos de árvores 1,5-2m acima do solo. Sua dieta provavelmente inclui formigas e outros insetos. Ele poem entre 1-5 ovos, medindo 11-18 mm são produzidos de cada vez.